# Frank Zappa
Frank Vincent Zappa n. 21 decembrie 1940, Baltimore, America Britanică⁠(d), Regatul Marii Britanii – d. 4 decembrie 1993, Los Angeles, California, SUA) a fost un compozitor, chitarist electric, producător și regizor de film american. Într-o carieră ce a durat mai mult de 30 de ani, Zappa a scris rock, jazz, muzică electronică, muzică orchestrală și musique concrète. De asemenea a regizat filme de lung-metraj și videoclipuri muzicale, realizând și multe coperte de albume. Zappa a produs aproape toate din cele peste 60 de albume pe care le-a lansat solo sau alături de trupa Mothers of Invention.

## Discografie
| - Freak Out! (27 iunie 1966) - Absolutely Free (26 mai 1967) - Lumpy Gravy (1967) - We're Only in It for the Money (4 martie 1968) - Cruising with Ruben & the Jets (2 decembrie 1968) - Uncle Meat (21 aprilie 1969) - Hot Rats (10 octombrie 1969) - Burnt Weeny Sandwich (9 februarie 1970) - Weasels Ripped My Flesh (10 august 1970) - Chunga's Revenge (23 octombrie 1970) - 200 Motels (4 octombrie 1971) - Waka/Jawaka (5 iulie 1972) - The Grand Wazoo (noiembrie 1972) - Over-Nite Sensation (7 septembrie 1973) - Apostrophe (') (22 aprilie 1974) - One Size Fits All (25 iunie 1975) - Zoot Allures (20 octombrie 1976) - Studio Tan (15 septembrie 1978) - Sleep Dirt (9 ianuarie 1979) - Sheik Yerbouti (3 martie 1979) - Orchestral Favorites (4 mai 1979) - Joe's Garage (17 septembrie (actul I) și 19 noiembrie (actul II și III) 1979) - Shut Up 'n Play Yer Guitar (11 mai 1981) - You Are What You Is (23 septembrie 1981) - Ship Arriving Too Late to Save a Drowning Witch (3 mai 1982) - The Man from Utopia (28 martie 1983) - London Symphony Orchestra, Vol. 1 (9 iunie 1983) - Boulez Conducts Zappa: The Perfect Stranger (23 august 1984) - Them or Us (18 octombrie 1984) - Francesco Zappa (21 noiembrie 1984) - Thing-Fish (21 decembrie 1984) - Frank Zappa Meets the Mothers of Prevention (21 noiembrie 1985) - Jazz from Hell (15 noiembrie 1986) - London Symphony Orchestra, Vol. 2 (17 septembrie 1987) - Guitar (26 aprilie 1988) - Civilization, Phaze III (4 aprilie 1995) - The Lost Episodes (27 februarie 1996) - Lather (24 septembrie 1996) - Have I Offended Someone? (8 aprilie 1997) - Mystery Disc (14 septembrie 1998) - Everything Is Healing Nicely (21 decembrie 1999) - Joe's Corsage (30 mai 2004) - QuAUDIOPHILIAc (14 septembrie 2004) - Joe's Domage (1 octombrie 2004) - Joe's XMASage (21 decembrie 2005) - The Making of Freak Out! Project/Object (5 decembrie 2006) - The Frank Zappa AAAFNRAA Birthday Bundle (15 decembrie 2006) - The Dub Room Special (24 august 2007) - The Lumpy Money Project/Object (23 ianuarie 2009) - Greasy Love Songs (19 aprilie 2010) | - Filmore East - June 1971 (2 august 1971) - Just Another Band from L.A. (26 martie 1972) - Roxy & Elsewhere (10 septembrie 1974) - Bongo Fury (2 octombrie 1975) - Zappa in New York (3 martie 1978) - Tinseltown Rebellion (11 mai 1981) - Baby Snakes (28 martie 1983) - Does Humor Belong in Music? (27 ianuarie 1986) - You Can't Do That on Stage Anymore, Vol. 1 (16 mai 1988) - You Can't Do That on Stage Anymore, Vol. 2 (25 octombrie 1988) - Broadway the Hard Way (14 octombrie 1988) - You Can't Do That on Stage Anymore, Vol. 3 (13 noiembrie 1989) - The Best Band You Never Heard in Your Life (16 aprilie 1991) - Make a Jazz Noise Here (4 iunie 1991) - You Can't Do That on Stage Anymore, Vol. 4 (14 iunie 1991) - Beat the Boots (7 iulie 1991) - Beat the Boots II (16 iunie 1992) - You Can't Do That on Stage Anymore, Vol. 5 (10 iulie 1992) - You Can't Do That on Stage Anymore, Vol. 6 (10 iulie 1992) - Playground Psychotics (27 octombrie 1992) - Ahead of Their Time (23 martie 1993) - The Yellow Shark (2 noiembrie 1993) - Frank Zappa Plays the Music of Frank Zappa: A Memorial Tribute (octombrie 1996) - FZ:OZ (16 august 2002) - Halloween (4 februarie 2003) - Imaginary Diseases (13 ianuarie 2006) - Trance-Fusion (24 octombrie 2006) - Buffalo (1 aprilie 2007) - Wazoo (30 octombrie 2007) - One Shot Deal (13 iunie 2008) - Joe's Menage (1 octombrie 2008) - Beat the Boots III (25 ianuarie 2009) - Philly '76 (21 decembrie 2009) - Odeon Hammersmith (16 noiembrie 2010) - Mothermania: The Best of the Mothers (martie 1969) - The **** of the Mothers (13 octombrie 1969) - The Mothers of Invention (20 iulie 1970) - Worst of the Mothers (15 martie 1971) - The Guitar World According to Frank Zappa (iunie 1987) - Strictly Commercial (22 august 1995) - Strictly Genteel (mai 1997) - Cucamonga (24 februarie 1998) - Cheap Thrills (28 aprilie 1998) - Son of Cheap Thrills (aprilie 1999) - The Secret Jewel Box: Archives Vol. 2. FZ Original Recordings (decembrie 2001 - compilație de Steve Vai) - Zappa Picks by John Fishman of Phish (octombrie 2002) - Zappa Picks by Larry LaLonde of Primus (octombrie 2002) |